# Banting (Mondkrater)

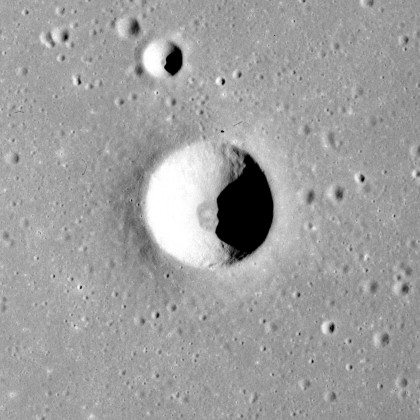
Foto des Banting Kraters

Banting ist ein kleiner, schüsselförmiger Einschlagkrater auf dem Mond, nahe dem Zentrum des Mare Serenitatis. Die Oberfläche seiner Umgebung ist eben und ohne bemerkenswerte Ausprägungen.
Der Krater war als Linné E bekannt, ehe er 1973 durch die Internationale Astronomische Union (IAU) nach dem kanadischen Arzt Sir Frederick Grant Banting umbenannt wurde. Der Hauptkrater Linné liegt westnordwestlich.